# Helena Zaremba
Helena Zaremba (ur. 21 marca 1893 w Warszawie, zm. 4 grudnia 1976 w Krakowie) – kapral Wojska Polskiego, żołnierz Armii Krajowej, dama Krzyża Srebrnego Virtuti Militari.

## Życiorys
Córka Tadeusza Pawłowicza i Marii z domu Bohdanowicz. Po ukończeniu gimnazjum uczęszczała na dwuletni kurs dla dorosłych, następnie uczyła się w szkole fotografii artystycznej w Monachium. Po jej ukończeniu w 1913 r. powróciła do Warszawy i pracowała wykonując artystyczne portrety. 
Po wybuchu I wojny światowej przeszła kurs sanitarny w Szpital Przemienienia Pańskiego. Po zajęciu stolicy przez oddziały wojska cesarstwa niemieckiego rozpoczęła pracę w Komitecie Pomocy dla Potrzebujących, a następnie w Polskiej Organizacji Wojskowej. Zatrudniła się w szpitalu legionowym w Zamku Książąt Mazowieckich, w 1918 r. brała udział w rozbrajaniu Niemców w Warszawie. W 1918 r. została skierowana do Szpitala Ujazdowskiego, w 1919 r. rozpoczęła pracę w szpitalu polowym w Lidzie. W czerwcu 1919 r. została komendantką patroli sanitarnych 2 pułku piechoty, brała udział w walkach w rejonie Lidy, Borysowa i Mińska. Wzięła udział w zajęciu Kijowa w 1920 r. Podczas odwrotu spod Kijowa zorganizowała ewakuację pociągu sanitarnego, następnie wzięła udział w bitwie warszawskiej. W 1921 r. ratowała rannych podczas III powstania śląskiego. 
Po zakończeniu działań wojennych działała w Przysposobieniu Wojskowym Kobiet, należała do Klubu Starszych Instruktorek PWK. Została komendantką Okręgu Krakowskiego PWK, ukończyła Uniwersytecką Szkołę Pielęgniarek w Krakowie. W 1928 r. ukończyła kurs instruktorski w Państwowym Urzędzie Wychowania Fizycznego i Przysposobienia Wojskowego i objęła kierownictwo referatu kobiecego WFiPW w Krakowie. W 1936 r. przeszła do rezerwy ale nadal działała społecznie, założyła Klub Samokształcenia Kobiet i Klub Sportowy "Sprawność". 
W 1939 r. przeniosła się do Warszawy, gdzie zaangażowała się w działalność w obronie przeciwlotniczej. Po wybuchu II wojny światowej powróciła do Krakowa i służyła w Związku Walki Zbrojnej a następnie w Armii Krajowej. Zajmowała się łącznością oraz ukrywaniem zdekonspirowanych osób. Pracowała w Radzie Głównej Opiekuńczej. Po zakończeniu działań wojennych pozostała w Krakowie, gdzie zmarła 4 grudnia 1976 i została pochowana na cmentarzu Rakowickim. 

## Życie prywatne
Była żoną chirurga Juliusza Zaremby, wychowywała trójkę wojennych sierot.

## Ordery i odznaczenia
- Krzyż Srebrny Virtuti Militari nr 3848,
- Krzyż Niepodległości,
- Krzyż Walecznych,
- Srebrny Krzyż Zasługi,
- Krzyż Armii Krajowej.